# Міньковецька сільська рада
Міньковецька сільська рада (Міньківська сільська рада) — колишня адміністративно-територіальна одиниця та орган місцевого самоврядування у Андрушівському і Попільнянському районах Житомирської і Бердичівської округ, Київської й Житомирської областей Української РСР та України з адміністративним центром у с. Міньківці.

## Населені пункти
Сільській раді були підпорядковані населені пункти:
- с. Міньківці
- с. Городище

## Населення
Кількість населення ради, станом на 1923 рік, становила 2 029 особи, кількість дворів — 467.
Відповідно до перепису населення СРСР, станом на 17 грудня 1926 року, чисельність населення ради становила 2 161 особу, з них, за статтю: чоловіків — 1 066, жінок — 1 095, етнічний склад: українців — 1 741, росіян — 2, поляків — 412, інших — 6. Кількість господарств — 482, з них несільського типу — 11.
Відповідно до результатів перепису населення СРСР, кількість населення ради, станом на 12 січня 1989 року, становила 1 193 особи.
Станом на 5 грудня 2001 року, відповідно до перепису населення України, кількість мешканців сільської ради становила 908 осіб.

## Склад ради
Рада складалася з 14 депутатів та голови.

### Керівний склад сільської ради
| ПІБ                       | Основні відомості                                                  | Дата обрання | Дата звільнення |
| ------------------------- | ------------------------------------------------------------------ | ------------ | --------------- |
| Гайдай Валентин Аврамович | Сільський голова , 1959 року народження, освіта, безпартійний      | 26.03.2006   | 31.10.2010      |
| Гайдай Валентин Аврамович | Сільський голова , 1959 року народження, освіта вища, безпартійний | 31.10.2010   |                 |

Примітка: таблиця складена за даними джерела

## Історія
Створена 1923 року в с. Міньківці Андрушівської волості Житомирського повіту Волинської губернії. Станом на 17 грудня 1926 року в підпорядкуванні значився хутір Тонкоголосого, який у подальшому в списках обліку не значився.
Станом на 1 вересня 1946 року сільська рада входила до складу Андрушівського району Житомирської області, на обліку в раді перебувало с. Міньківці.
11 серпня 1954 року, відповідно до указу Президії Верховної ради Української РСР «Про укрупнення сільських рад по Житомирській області», до складу ради приєднано с. Городище ліквідованої Городищенської сільської ради Андрушівського району.
На 1 січня 1972 року сільська рада входила до складу Андрушівського району Житомирської області, на обліку в раді перебували села Городище та Міньківці.
Виключена з облікових даних 17 липня 2020 року. Територію та населені пункти ради, відповідно до розпорядження Кабінету Міністрів України № 711-р від 12 червня 2020 року «Про визначення адміністративних центрів та затвердження територій територіальних громад Житомирської області», включено до складу Андрушівської міської територіальної громади Бердичівського району Житомирської області.
Входила до складу Андрушівського (7.03.1923 р., 4.01.1965 р.) та Попільнянського (30.12.1962 р.) районів.